# H2S (film)
H2S è un film del 1969 scritto e diretto da Roberto Faenza.
Il film fu oggetto di sequestro e di un lungo procedimento giudiziario e venne distribuito solo nel 1971.

## Trama
Il giovane Tommaso è un operaio della fabbrica TEKNE, che nel 1968 celebra i suoi 100 anni di attività,  così come l'anziana padrona che vive in disparte in un isolato castello decadente. Il motto della fabbrica è "formazione e obbedienza", poiché l'individualismo è vietato e gli operai devono pensare alla stessa maniera. Un giorno Tommaso vede una ragazza ribellarsi alle regole, e successivamente questa viene invitata con l'inganno al castello e uccisa. Nel frattempo il vice direttore generale, chiamato "professore", fomenta una sollevazione operaia, mentre Tommaso decide di abbandonare tutto per vivere felice nella natura,  con una sua compagna. La ragazza, però, lo tradisce, avvelenata dalla malattia del modernismo e del consumismo, e permette la sua cattura. Per Tommaso inizia un periodo eterno di tortura, visto che il fomentatore viene annientato e il vecchio ordine dei padroni torna al controllo.

## Critica
(FantaFilm)
Paolo Mereghetti:
«Contorta parabola fantascientifica... vicina alle tesi del Movimento studentesco» *½ 